# Dynamenella savignii
Dynamenella savignii är en kräftdjursart som först beskrevs av H. Milne Edwards 1840.  Dynamenella savignii ingår i släktet Dynamenella och familjen klotkräftor. Inga underarter finns listade i Catalogue of Life.